# Wet Willie

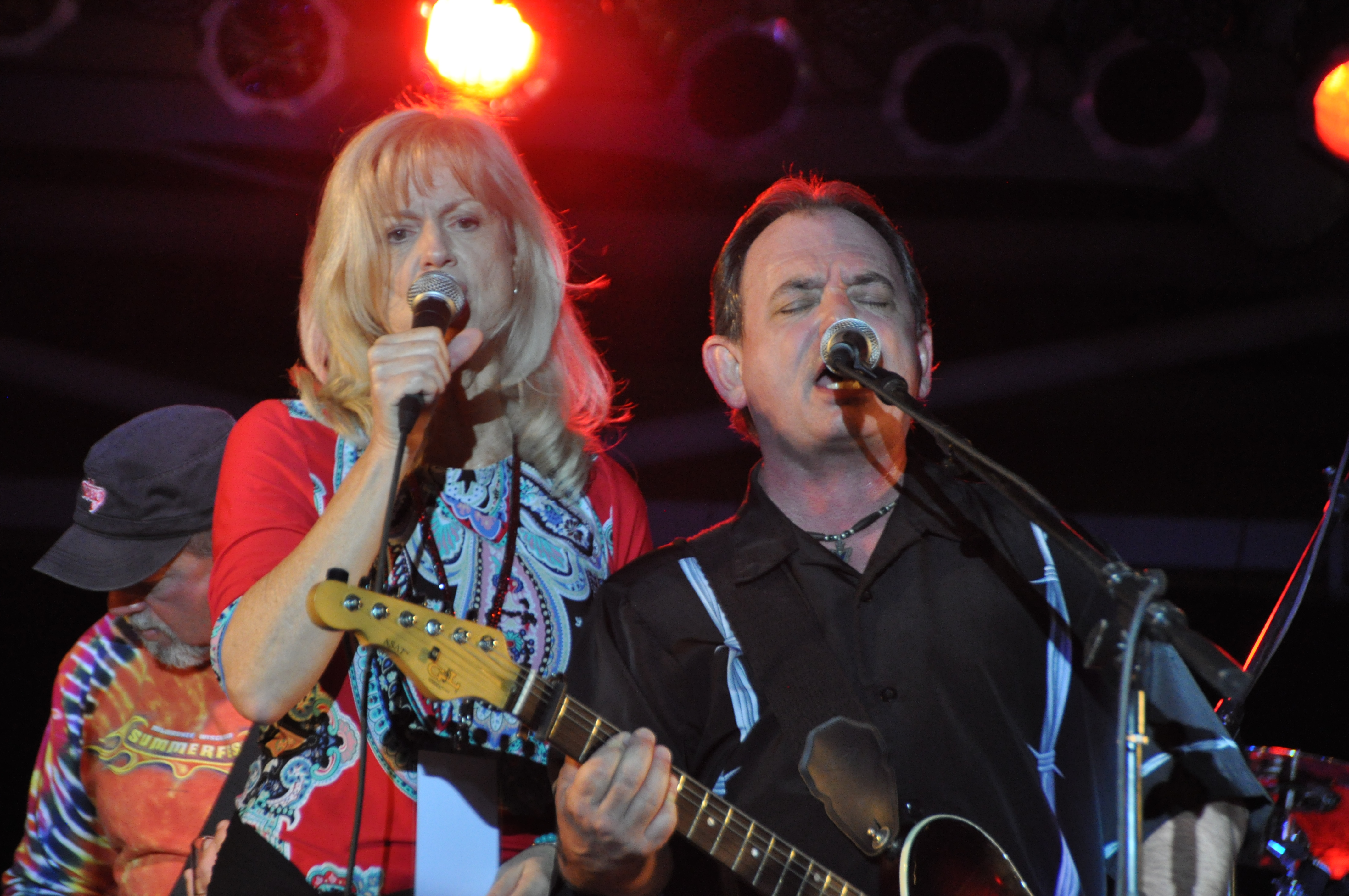
Wet Willie (2015)

Wet Willie ist eine US-amerikanische Southern-Rock-Band aus Mobile (Alabama). Ihr bekanntestes Lied, "Keep On Smilin'", erreichte im August 1974 den zehnten Platz der Billboard Hot 100-Charts. Daneben hatten sie einige kleinere Hits.

## Geschichte
Schlagzeuger Lewis Ross gründete mit den anderen Musikern im Sommer 1969 die Gruppe Fox, die sich nach der Übersiedlung von Mobile, Alabama nach Macon, Georgia, der Heimat von Capricorn Records, in Wet Willie umbenannte. Bei Auftritten mit Jimmy Hall traten sie unter ihrem Kurznamen Wet Willie auf, sonst als The Wet Willie Band. Die Band existierte von 1971 bis 1978 und spielte Southern-Rock, wobei sie eine Reihe von Alben und mehrere Chart-Singles produzierten. Ihr größter Charterfolg war eine Top-Ten-Platzierung. 1971 traten sie bei einer Tournee als Vorgruppe für die Allman Brothers Band erstmals vor einem größeren Publikum auf.

## Bandmitglieder
Die Kernmitglieder der Band während dieser Zeit waren der Sänger Jimmy Hall, der auch Mundharmonika und Saxofon spielte, Jimmys Bruder Jack Hall am Bass, John David Anthony an den Keyboards, Ricky Hirsch an der Gitarre und Lewis Ross am Schlagzeug. Wick Larsen war während der Zeit um das zweite Album "Wet Willie II" als zweiter Gitarrist bei der Band. Dazu kam ein Mädchenduo, "The Williettes", als Backgroundsängerinnen und ein grundlegendes Element des klassischen Wet Willie-Sounds war. Jimmy und Jacks Schwester Donna Hall und Ella Brown Avery waren die bekannteste Besetzung. Im Jahr 1974 trat die Sängerin Elkie Brooks der Band für kurze Zeit als Backgroundsängerin bei. Michael Duke debütierte auf dem Album "Dixie Rock" mit Keyboards und Gesang und blieb bis zum Ende Southern-Rock-Ära bei der Band. Es folgte eine Phase des Personal- und Plattenlabelwechsels und 1978, bei einem neuen Vertrag mit Epic Records, umfasste das neue Line-up Jimmy und Jack Hall, Mike Duke, Schlagzeuger T.K. Lively und die Gitarristen Marshall Smith und Larry Berwald; diese Besetzung hatte bis in die frühen 1980er Jahren Bestand. Nach einer kurzen Pause gruppierte sich die Band Anfang der 1990er Jahre mit den Geschwistern Jimmy, Jack und Donna Hall, dem ursprünglichen Keyboarder John David Anthony und dem Schlagzeuger T.K. Lively sowie den Gitarristen Ric Seymour und Ricky Chancey.

## Aufnahmen
Wet Willie veröffentlichte zwischen 1971 und 1977 mehrere Alben auf Capricorn Records, auf Polydor Records das Album "Greatest Hits" und zwei weitere Studioalben auf Epic Records. Einige Hitsammlungen und weitere Live-Aufnahmen wurden erst 2006 veröffentlicht. Ihre wohl bekannteste LP ist das 1973er Live-Album „Drippin Wet“. Der bekannteste Song „Keep On Smilin'“, der Platz 10 der Single-Charts von Billboard erreichte. Auch "Country Side of Life", "Everything That 'Cha Do (will come back to you)", "Leona" und, aus ihrer Zeit bei Epic Records, "Street Corner Serenade" und "Weekend" von den LPs "Manorisms" und "Which One's Willie?" erreichten (meist untere) Platzierungen.
Robert Christgau schrieb über die 1977 erschienene LP "Greatest Hits" in Christgau's Record Guide: Rock Albums of the 70'S: "Alleine unter den Boogie-Rock-Boogies des Südens": „Männer, die Willies haben „Country“ wie in „Country und Western Music“ für „Country“ wie in „Funk“ eingetauscht, und ihre Rhythmusgruppe setzt das um - Schlagzeuger Lewis Ross und Bassist Jack Hall erzeugen tanzbaren Kneipensound. In einer besseren Welt wären sie die Landeier in einer Soul-Musik-Band, hier aber gehören sie einer Gruppe mit zwei Problemen an: erstens dem Sänger und zweitens den Songs. (Ups, ich habe den Gitarristen vergessen… warum wohl?.) Jimmy Hall soll angeblich eine Mischung von Ronnie Van Zant und Gregg Allman sein, aber für mich klingt er nur wie eine Kreuzung zwischen Chris Youlden und Dave Peverett[...].“ "

## Aktuelle Formationen
2012 veröffentlichte Wet Willie eine neue Live-CD (Miles of Smiles) auf dem Label Hittin 'The Note Records. Sie touren weiter mit drei Originalmitgliedern, darunter dem Sänger Jimmy Hall, Bruder Jack am Bass, Schwester Donna als Sängerin sowie anderen langjährigen Mitgliedern, dem Schlagzeuger T.K. Lively, Ric Seymour und Ricky Chancey an den Gitarren und als neuestem Mitglied Keyboarder Bobby Mobley.

## Auszeichnungen
- 1976: America’s Music Award from the Alabama Hall of Fame
- 2014: Inducted into the Georgia Music Hall of Fame

## Diskografie

### Alben
- 1971: Wet Willie (Capricorn Records)
- 1972: Wet Willie II (Capricorn)
- 1973: Drippin' Wet (Live) (Capricorn)
- 1974: Keep On Smilin (Capricorn)
- 1975: Dixie Rock (Capricorn)
- 1976: The Wetter The Better (Capricorn)
- 1977: Manorisms (Epic Records)
- 1977: Left Coast Live (Capricorn)
- 1979: Which One's Willie? (Epic)
- 2012: Miles of Smiles (Live) (Hittin' the Note Records)

### Singles
| Year | Single                   | US Hot 100 |
| ---- | ------------------------ | ---------- |
| 1971 | Rock & Roll Band         | —          |
| 1972 | Shout Bamalama           | —          |
| 1974 | Keep On Smilin'          | 10         |
| 1974 | Country Side of Life     | 66         |
| 1975 | Leona                    | 69         |
| 1975 | Dixie Rock               | 96         |
| 1976 | Ring You Up              | —          |
| 1976 | Baby Fat                 | —          |
| 1976 | Everything That 'cha Do  | 66         |
| 1977 | Street Corner Serenade   | 30         |
| 1978 | Make You Feel Love Again | 45         |
| 1979 | Weekend                  | 29         |
| 1979 | Ramona                   | —          |